# Lajos Szász
Lajos Szász, född 26 februari 1888 i Szatmárnémeti, Österrike-Ungern, död 24 augusti 1946 i Budapest, Andra ungerska republiken, var en ungersk jurist och politiker. Han innehade olika ministerposter under andra världskriget; han var bland annat industriminister i Döme Sztójays marionettregering och minister för handel och transport i Ferenc Szálasis pilkorsregering.

## Biografi
Szász avlade juristexamen år 1910 och kom att tjänstgöra vid ungerska finansdepartementet, bland annat som finanssekreterare. Han undervisade även vid Budapests universitet. Från 1937 till 1942 var Szász statssekreterare under, i tur och ordning, Darányi, Imrédy, Teleki och Bárdossy. I Miklós Kállays ministär var Szász minister utan portfölj från den 19 oktober 1942 till den 22 mars 1944.
Efter Tysklands inmarsch i Ungern i mars 1944 var Szász industriminister i Döme Sztójays marionettministär från den 22 mars till den 29 augusti 1944. Szász var synnerligen tyskvänlig och under andra världskrigets sista år bidrog han och finansminister Lajos Reményi-Schneller till att det omfattande företaget Manfréd Weiss stål- och järnverk kom under tyska SS kontroll.
Den 22 maj 1944 höll Szász ett tal i Nyíregyháza, där han för Ungerns judar och omvärlden försäkrade att regeringen inte hade för avsikt att åsamka de ungerska judarna något fysiskt våld. Detta var dock en ren lögn, då deportationstågen till Auschwitz-Birkenau redan hade börjat rulla den 14 maj.
I pilkorsledaren Ferenc Szálasis regering ingick Szász som minister för handel och transport.
Tillsammans med Döme Sztójay, Lajos Reményi-Schneller, Antal Kunder och Jenő Rátz ställdes Szász i mars 1946 inför rätta för krigsförbrytelser och högförräderi. Szász dömdes till döden och avrättades genom arkebusering.